# سوسکچه دماغ‌دراز پشت‌حلقه‌ای
دماغ‌دراز پشت‌حلقه‌ای (نام علمی: Pachyrhynchus argus) نام یک گونه از سرده سوسکچه دماغ‌دراز پاچیرینچوس است.